# Zwischbergenpass
Le Zwischbergenpass est un col situé en Suisse, dans les Alpes.

## Géographie
Ce sol est situé dans le canton du Valais en Suisse, non loin de la frontière italienne. Il relie les vallées de Saas et de Zwischbergental.